# Paolo Virchi
Paolo Virchi (Brescia, 1552 – 2 maggio 1610) è stato un compositore e musicista italiano.

## Biografia
Giovanni Paolo Virchi nacque a Brescia nel 1552. Lo attesta la Polizza d'estimo dell'anno 1588 nella quale si legge: "Poliza de mi Giovan Pauolo Virchy, son de ane 36." Il nome dei Virchi è legato a quello del padre, Girolamo Virchi,  famoso liutaio presso la cui bottega lavorò anche Gasparo da Salò, e autore, fra l'altro, di una celebre citara di mirabile fattura. È probabile che Paolo fosse, oltre che musicista, un costruttore di citare e che avesse appreso quest'arte dal padre in gioventù. Dalle fonti coeve risulta, inoltre, che egli fosse anche un virtuoso di questo strumento e, in più, suonatore di organo e di viola. Tutte le fonti attribuiscono al Virchi qualità di "organista e compositore di arie soavissime" e di eccellente suonatore di citara; di "citaredo perfetto e perfettissimo artefice di questo istromento"; di eccellenza "nel tasteggiamento dell'organo" e di "singolarissimo citarista di que' tempi". Quanto al nome, compare nelle fonti dell'epoca quasi sempre seguito da quello di "Targhetta".  La prima 

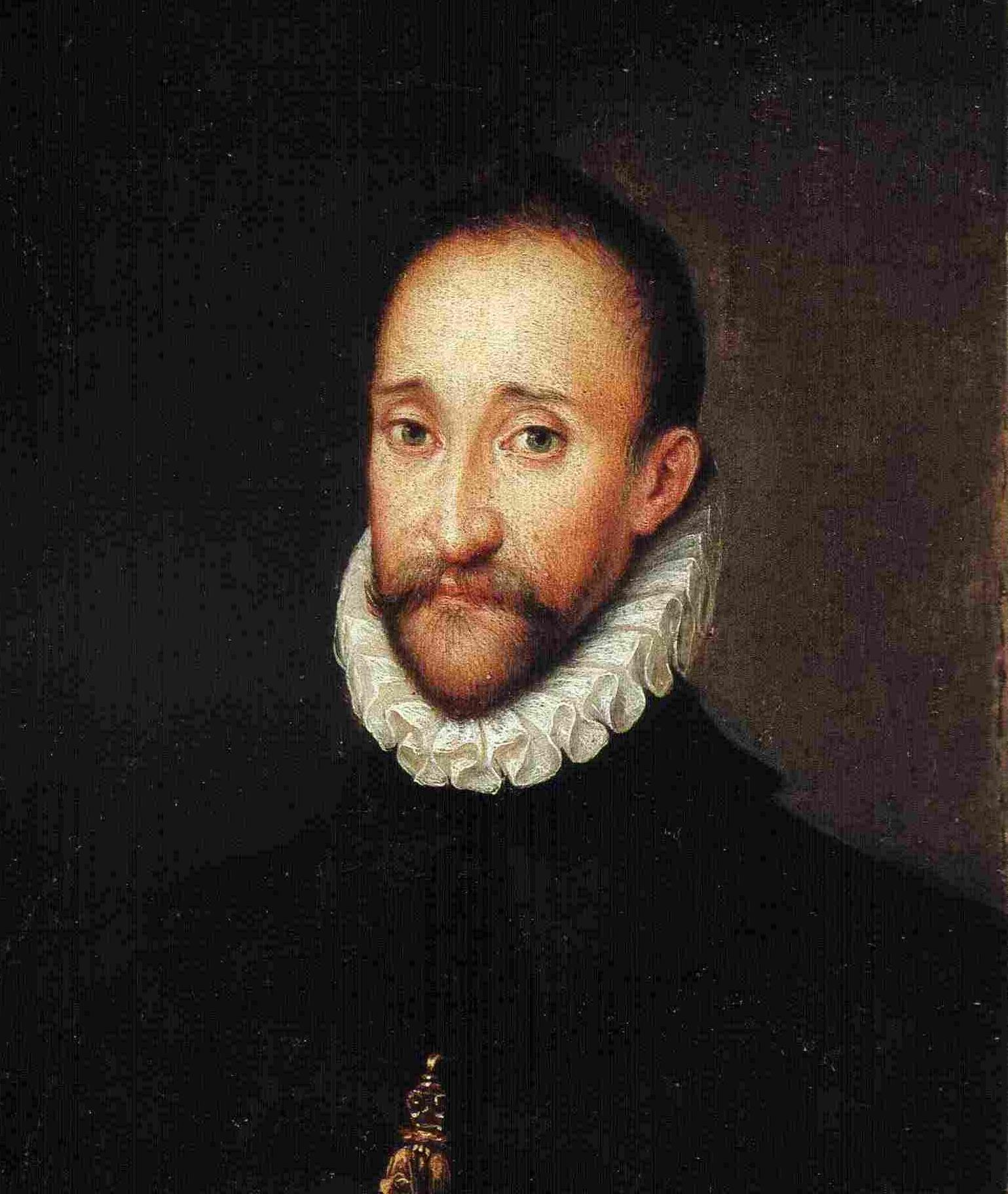
Ottavio Farnese 1524-1586

notizia biografica su Paolo Virchi si ricava dal libro di intavolatura di citara del 1574 sul cui frontespizio egli si definisce "organista bresciano"; il Libro è dedicato All'Illustrissimo et Eccellentissimo Signore, il Signor Ottavio Farnese Duca di Parma, et di Piacenza".
Nulla sappiamo circa il suo periodo di apprendistato a Brescia. Possiamo però supporre che, essendo egli cresciuto nel medesimo ambiente musicale nel quale operarono Lelio Bertani (1554-1624) e Luca Marenzio (1553-1599), abbia studiato con Giovanni Contino (1513-1574), maestro di cappella presso il Duomo di Brescia e successivamente al servizio di Guglielmo Gonzaga, duca di Mantova, oltre che maestro sia di Bertani sia di Marenzio. 
La prima notizia biografica certa data 28 maggio 1580. In questa data Paolo Virchi venne condannato, non si sa per quale reato, all'esilio perpetuo da Brescia. Il duca di Ferrara Alfonso II lo accolse presso la sua corte adoperandosi per la sua riabilitazione. Per sua intercessione verrà successivamente scagionato con Decreto dei Rettori di Brescia nel luglio del 1586.

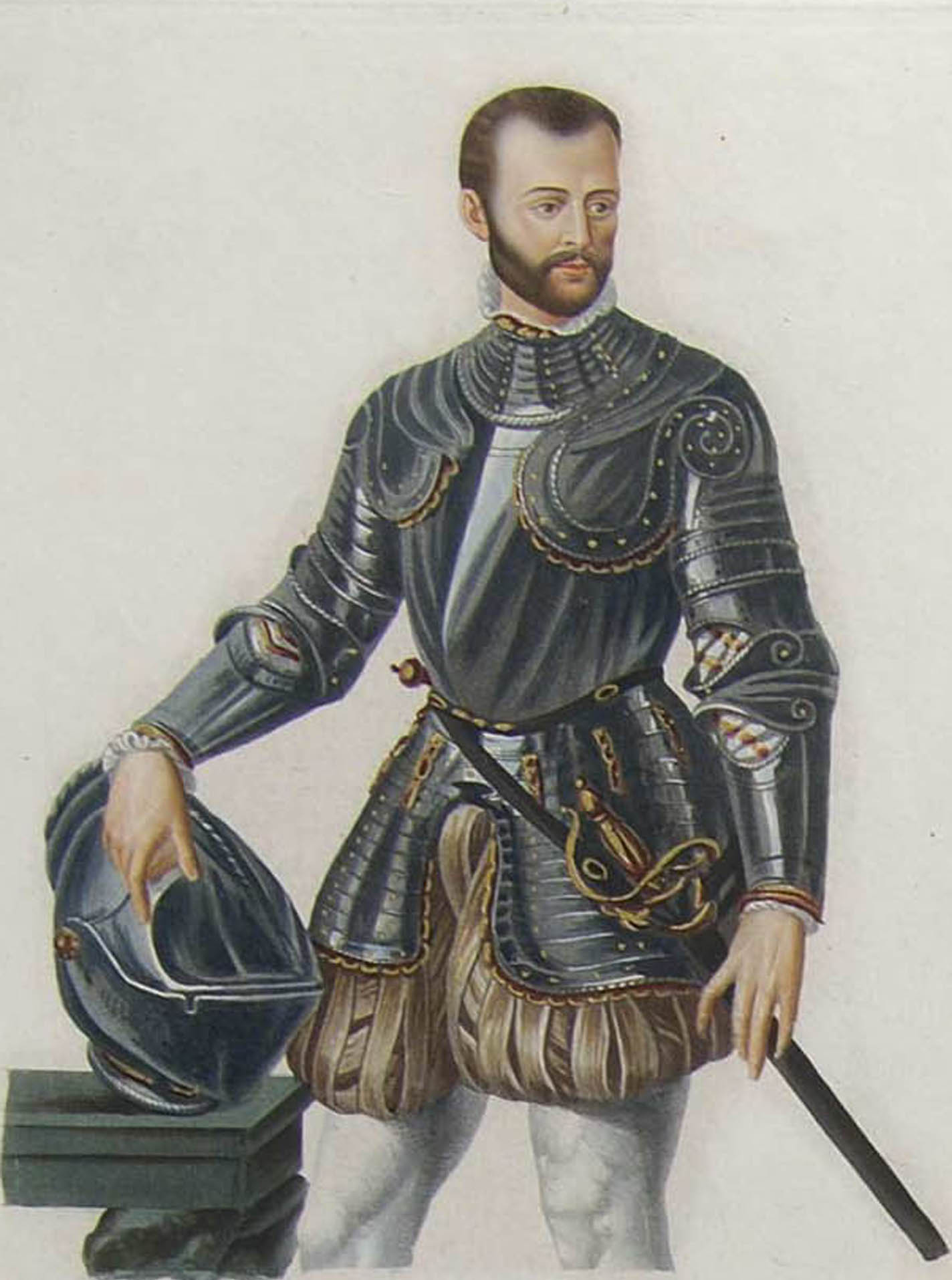
Alfonso II d'Este 1533-1597

Dal gennaio 1582 lo troviamo regolarmente inserito nelle bollette de salariati in qualità di cantore con lo stipendio mensile di 23 lire e 8 soldi. Le bollette per gli anni 1579, 1580 e 1581 non sono state conservate e quindi non possiamo stabilire l'anno esatto nel quale Virchi entrò al servizio del duca di Ferrara. 
Nel 1588 troviamo registrato il nome di Paolo Virchi al folio 99 del Registro d'amministrazione di Don Alessandro d'Este per quello stesso anno con la dicitura: "M.co Paolo Virchi musica di S.A.Ser.ma ch'insegna di suonare di viola et cantare alle ss.re ecc.me". Questo nuovo incarico come insegnante di canto e di viola alle principesse Lucrezia ed Eleonora, sorelle del duca, era considerato come una prestazione straordinaria, rispetto alle normali mansioni presso la Cappella ducale. Inoltre, a partire da quell'anno, o forse anche dal dicembre 1587, Paolo Virchi istruì "di cantar et sonar" lo stesso cardinale Alessandro. Lo rende noto il compositore nella lettera dedicatoria del Secondo libro di madrigali a cinque voci del 1588, quando dice: "... venend'io continuamente a servirla..., ... non volle mancare a se stessa d'apprendere così nobil arte...". 
Nella Lista dei Provisionati de Sua Altezza Serenissima per la Musica dell'anno 1589, a Paolo Virchi è destinato uno stipendio mensile, comprensivo di tutte le spese personali (vitto, alloggio, vestiario), pari a 90 lire e 24 soldi. La cifra, già di per sé cospicua, è tanto più significativa se si pensa che è la più alta dopo quella dei maestri di Cappella Ippolito Fiorino e Luzzasco Luzzaschi, dell'eccezionale virtuoso di cornetto Luigi Zenobi, del tenore fiammingo Bulduch e dei superpagati castrati spagnoli Hernando e Diego Bustamante. Si nota una particolare predilezione da parte di Alfonso II per gli strumenti a tastiera; oltre al Fiorino e al Luzzaschi troviamo infatti elencati Paolo Virchi e Alessandro Milleville, già cantore e organista del re di Polonia Sigismondo II e maestro di musica di Ercole Pasquini. 
Paolo Virchi fu uno dei pochi musicisti a ricevere aumenti di salario durante la sua permanenza a corte: nel giugno del 1592 ne ricevette uno di 32 lire e 10 soldi, e nel 1597 il duca gli donò addirittura una somma di 50 scudi d'oro, pari a 190 lire, quasi la metà di uno stipendio annuo medio.

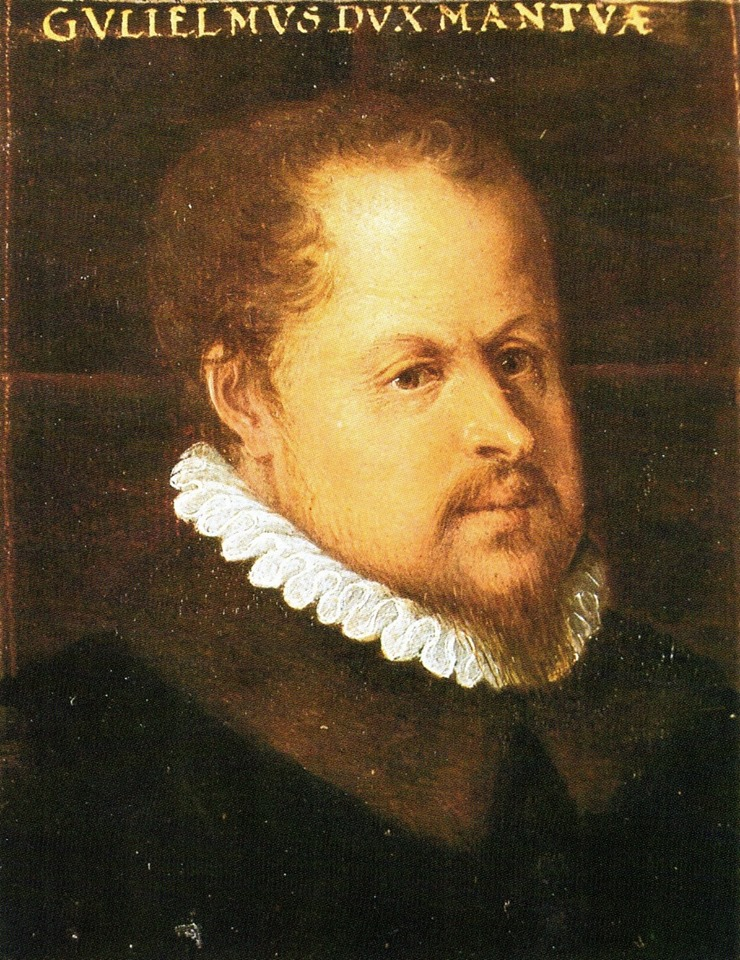
Guglielmo Gonzaga 1538-1587

Nell'ottobre del 1597 Alfonso II muore senza lasciare eredi naturali. Con la Convenzione di Faenza del 1598 la Santa Sede rientra in possesso di Ferrara relegando il cugino di Alfonso II, Cesare d'Este, nel ducato di Modena e Reggio. 
La parabola estense a Ferrara volge al termine. Già gli ultimi anni di Alfonso II erano stati caratterizzati da un raffinatissimo isolamento musicale. Alla sua morte, tra gli stipendiati della musica, solo il Luzzaschi e pochi altri saranno regolarmente assunti dal cardinale Aldobrandini; qualcun altro rimarrà a Ferrara con incarichi diversi, anche non strettamente musicali; altri ancora, come Paolo Virchi, passeranno al ducato di Mantova. 
Della sua permanenza alla corte di Guglielmo, terzo duca di Mantova, nulla sappiamo; solamente il Bertolotti, riportando una lettera del mantovano Sacchi al cardinale Ferdinando Gonzaga, ci dà notizia della sua morte, avvenuta nel 1610 "con tal costrizione che n'è istupita tutta la città". Il medesimo cardinale Ferdinando, appresa la notizia della morte di Paolo Virchi, raccomandava al duca di Mantova il figlio del musicista, Fulvio, "non essendo indegno del padre".

## Composizioni
Allo stato attuale delle ricerche, la produzione musicale di Paolo Virchi comprende:
Il Primo Libro di Madrigali a cinque voci, Venezia, Vincenzi e Amadino, 1584:
1. Qual cervo errando suole (T. Tasso)
2. Nei più lucenti albori
3. Non fonte o fiume (T. Tasso)
4. La bella cacciatrice
5. D'eterna mano uscisti - prima parte
6. E di lui vago più - seconda parte
7. Arsi mentre a voi piacque (T. Tasso)
8. Son come stelle
9. Oime' l'antica fiamma (G. Guarini)
10. Ben fu l'ape ingegnosa
11. Se 'l sol guardo e le stelle
12. SeGU'A RINAscer L'AURA
13. Aura che dolce spira
14. Vide amor da begli occhi
15. Devea la fredda neve (T. Tasso)
16. Mordimi questa lingua
17. Dolce Amarilli addio
18. Ape sacra e gentile
19. Cari scogli dilette e fide arene - prima parte (J. Sannazzaro)
20. O solitari colli o verde riva - seconda parte (J. Sannazzaro)
21. Chi vuol veder un sole

Il Secondo Libro di Madrigali a cinque voci, Venezia, G. Vincenzi, 1588:
1. S'io miro voi
2. Ecco sul Tauro
3. Meraviglia non è
4. Questo bel mirto
5. Voi bramate ben mio (T. Tasso)
6. Partisti anima mia
7. S'armi pur d'ira in voi - prima parte (G. Guarini)
8. Quel ch'in tanti anni - seconda parte (G. Guarini)
9. Amor che qui d'intorno (T. Tasso)
10. Questa vita mortal (G. Guarini)
11. Voi caro ben mio
12. Bevea Fillide mia (G. Casone)
13. I vostri sguardi
14. Signor che fai - prima parte
15. Tu non ardisci al ciel - seconda parte
16. O dolci lagrimette (T. Tasso)
17. Addio Titiro disse
18. Tante piaghe ha'l mio core
19. Di queste vaghe dee
20. Mentre la Dea (a 8)

Il Primo Libro di Madrigali a sei voci, Venezia, R. Amadino, 1591;
Nove madrigali contenuti in altrettante antologie a stampa;
Quattro madrigali a cinque voci, manoscritti, contenuti in una raccolta senza data di Autori Diversi:
1. Con gli occhi mossi
2. Tu pur mi fuggi
3. Ama ben dice Amore
4. Questa vita mortale

Un mottetto a cinque voci contenuto nell'antologia "Musica de diversi Eccellentissimi Autori", Venezia, A. Gardano, 1604:
1. Mentre fan di se stesse

Il Primo Libro di Tabolatura di Citthara di Ricercari, Madrigali, Canzoni Napolitane et Saltarelli, Venezia, erede di G. Scotto, 1574.

## Stile
Il clima musicale instauratosi a Ferrara sul finire del penultimo decennio del XVI secolo, quella in cui compaiono i due libri di madrigali di Paolo Virchi, vede ormai tramontare ciò che Antony Newcomb definisce "stile degli anni '80". Questo nuovo stile, leggero e ricco di abbellimenti, si sviluppò proprio attorno alla corte ferrarese per soddisfare i virtuosismi vocali delle cantanti impiegate all'interno della musica segreta, egregiamente rappresentati dal Libro di madrigali per cantare e sonare a uno, due, tre soprani, di Luzzasco Luzzaschi, pubblicati nel 1603 ma già in circolazione fin dal 1568.

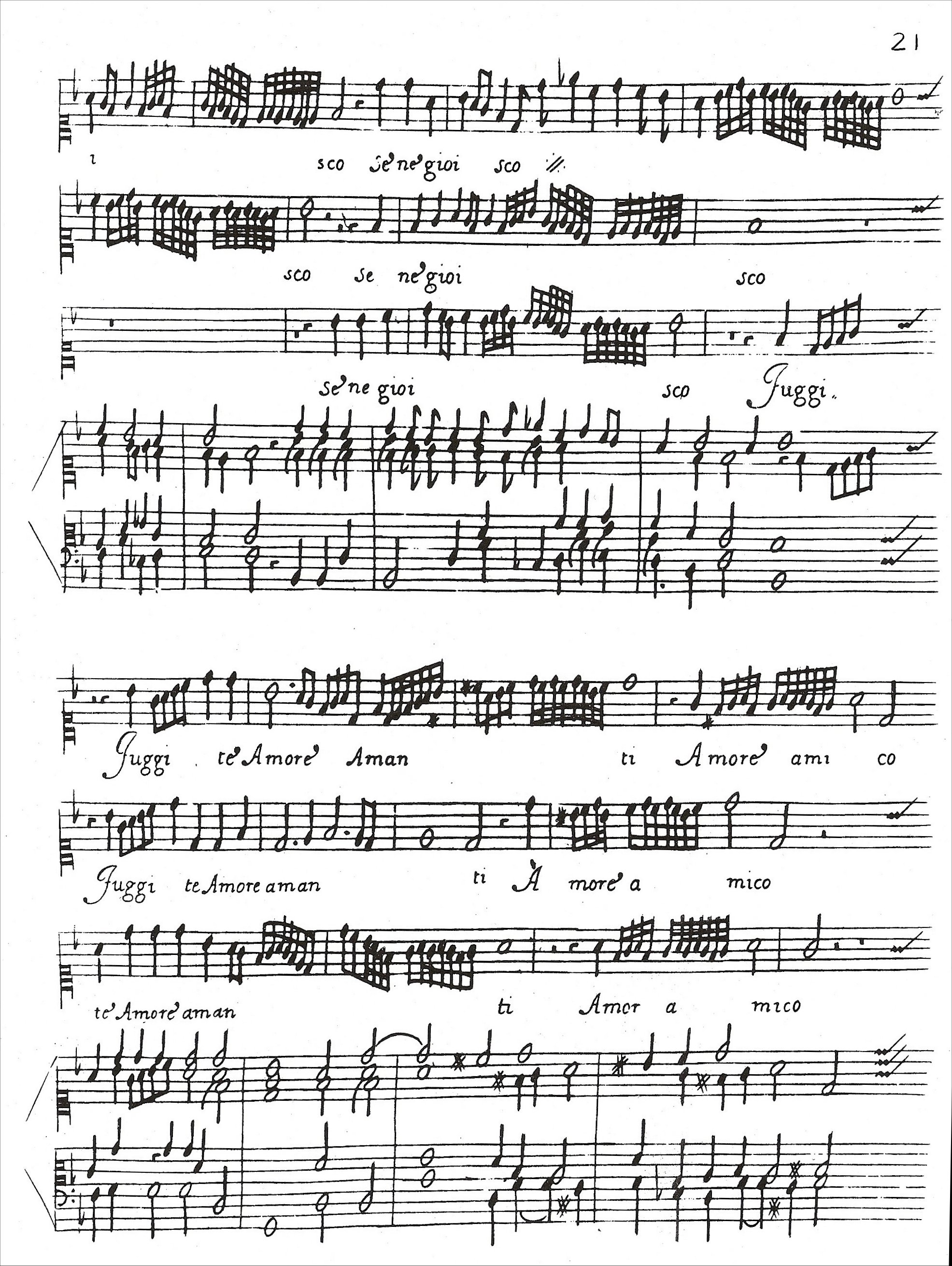
"O dolcezz'amarissime" dai Madrigali a uno, due, tre soprani di Luzzasco Luzzaschi

Con lo stile fiorito degli anni '80 convive uno stile madrigalistico altrettanto originale: lo "stile degli anni '90" tendente alla realizzazione dell'unione espressiva di parola e musica, un procedimento che di li a pochi anni diverrà famoso col nome di seconda pratica. I due libri di madrigali di Paolo Virchi rispondono ad entrambe le componenti stilistiche. Specialmente nella raccolta del 1588 troviamo molti elementi derivati da moduli preesistenti, canzonettistici e ballettistici. Scelta, questa, assolutamente naturale se non addirittura obbligata per un compositore della fine degli anni '80, specialmente quando i testi poetici a sua disposizione non erano dotati di particolare forza espressiva. Paolo Virchi, come la maggior parte dei compositori di scuola ferrarese, dovette avvalersi dell'opera di poeti locali le cui liriche erano piuttosto povere dal punto di vista espressivo. Dei 41 componimenti musicati da Virchi nei due libri di madrigali, solo 14 sono di sicura attribuzione. Essi, però, portano le firme di Torquato Tasso (7 brani), GianBattista Guarini (4 brani), Jacopo Sannazzaro (2 brani) e Girolamo Casone (1 brano) e si innalzano di gran lunga al di sopra dei rimanenti componimenti per le suggestioni che offrono al musicista e per la possibilità di mettere in atto tutte le soluzioni della seconda pratica.

### Il Primo Libro di Madrigali a cinque voci
Il Primo Libro di Madrigali testimonia lo sviluppo e la diffusione dello stile ferrarese degli anni '80 che, ispirato al Concerto delle Dame, viene definito dal Newcomb "stile luxuriant", nel senso di lussureggiante. Ciò che differenzia questo stile da quello del madrigale propriamente detto è la presenza sempre più consistente della diminuzione usata non come caratteristica di una sola voce o come generico madrigalismo ma come materiale tematico di tutte le voci. Nel Primo Libro Virchi opera una sintesi degli elementi stilistici del madrigale degli anni '80, all'interno della musica segreta: uno stile poliedrico, il suo, che fa uso di procedimenti tradizionali e innovatori. Si trovano, infatti, tanto esposizioni tematiche imitative a cinque voci, di lungo respiro, sopra un unico soggetto come nel caso del n.12, "SeGU'A RINAscer L'AURA", quanto esposizioni complesse, a più soggetti, in stile luxuriant, come nel n.3 "Non fonte o fiume". Molto spesso ad esordi di questo tipo fanno seguito bruschi contrasti di tempo e di scrittura che conducono, talvolta, a tonalità lontane. Una delle caratteristiche comuni alla maggior parte dei madrigali di questo Primo Libro è la grande varietà di scrittura che Paolo Virchi sa offrire, pur all'interno di composizioni molto brevi. Si vedano, a titolo d'esempio, i madrigali n.6 "E di lui vago più", n.7 "Arsi mentre a voi piacque" oppure n.14 "Vide amor da begli occhi", in cui si alternano in rapida successione sezioni imitative ed omofoniche, sezioni binarie e ternarie, singoli madrigalismi ed estesi vocalizzi a voce sola o in duetto. Frequente è l'uso di movimenti contrari fra parti estreme, come nel caso del n.2 "Nei più lucenti albori" o del n.3 "Non fonte o fiume", che proprio nella cadenza finale offre riposo alla tensione verso l'acuto e verso il grave delle voci di Canto e di Basso dopo un'escursione di un'intera ottava. Tutto ciò sempre mantenuto entro una scrittura sobria, trasparente ma nel contempo ricercata, sia contrappuntisticamente sia melodicamente e ricca di espedienti musicali che mostrano quanto Paolo Virchi fosse un musicista raffinato ed attento alle suggestioni tanto della singola parola quanto dell'intera frase poetica. Ma i passi più caratteristici di questo Primo Libro sono quelli più squisitamente virtuosistici. in essi il rapido disegno melodico delle parti è sempre in primo piano, magari ripreso successivamente dalle altre voci o affidato contemporaneamente a un massimo di due, ma mai inserito in un fitto disegno contrappuntistico. Spesso l'ornamentazione prende energia e slancio da una figurazione a note ribattute come nel n.8 "Son come stelle"; altre volte è trattata come puro madrigalismo, ma sempre con connotati virtuosistici, sia omofonicamente sia contrappuntisticamente, sia in modo figurato. Una menzione a parte merita il madrigale n.12, "SeGU'A RINAscer L'AURA", che, oltre all'ardita idea poetica di riunire celati all'interno del testo letterario i nomi delle quattro cantanti (le tre dame ferraresi più Tarquinia Molza), presenta in più punti una spiccata tendenza solistica della parte del Canto e la ripresa, alla fine del brano, dei motivi ritmici e melodici iniziali, a mo' di ritornello. 
Non sempre la scrittura di Paolo Virchi è trasparente, intelligibile, composta; a volte è complessa, discontinua, ambigua. Il confronto del madrigale n.9, "Oimé l'antica fiamma", con l'omonimo componimento di Luca Marenzio nel Quarto Libro di madrigali del 1584, mostra come, nonostante il medesimo anno di composizione e la similitudine nell'idea d'esordio, lo stile di Virchi fosse molto più complesso di quello del più famoso collega. La versione di Marenzio si presenta quasi del tutto omofonica e sillabica mentre quella di Virchi inizia con una esposizione tematica a due soggetti continuamente intercalati dall'esclamazione iniziale, fa uso di tutta la gamma possibile dei valori - dalla semibreve alla semicroma - e l'esclamazione "Lasso!" che Marenzio mette in musica in modo assolutamente consonantico, è da Virchi trattata con una lunga dissonanza derivante prima da un intervallo di settima e poi dal suo rivolto al grave.

### Il Secondo Libro di Madrigali a cinque voci
Il Secondo Libro mostra con maggiore evidenza, rispetto al Primo Libro, l'apporto dei generi leggeri, soprattutto della villanella, originariamente a tre voci, due delle quali procedenti per terze o per seste parallele e con la voce più grave avente spesso funzione di basso d'armonia. Tali influenze si possono cogliere nell'uso di terzetti manifestamente scoperti, come nel n.18, "Tante piaghe ha il mio core", ma anche nel frequente vocalizzare a trio o a duo delle voci superiori. In questo madrigale si nota come, pure all'interno di una facile scrittura compositiva,  Virchi faccia un uso pacato ma puntuale del cromatismo, utilizzato nelle voci di Alto e di Tenore proprio in corrispondenza di parole che suggeriscano l'uso di tale procedimento. Un'importante caratteristica della scuola ferrarese della fine del secolo, ravvisabile nei madrigali di Paolo Virchi di questo Secondo Libro, è la struttura frammentaria delle composizioni, la continua alternanza di sezioni contrastanti, suggerita dalla brevità e dal contrasto d'immagini presenti all'interno dei testi poetici. È il caso del n.2, "Ecco sul Tauro", che, dopo un'esposizione imitativa a cinque voci basata su un chiaro motivo strumentale, alterna sezioni di carattere diverso in corrispondenza di differenti immagini testuali; sopra tutte è quella del sole che, al suo primo apparire dopo la stagione invernale, riempie di calda linfa vitale tutta la natura, coinvolgendola in una lieta danza. E, puntualmente, il tempo adottato, da binario come era inizialmente, diventa ternario e la scrittura, da imitativa, omofonica. 
Ma le pagine migliori della raccolta del 1588 sono quelle che ci presentano un Virchi particolarmente attento all'espressività del testo. E' d'esempio il madrigale n.11, "Voi, caro ben mio". L'episodio che si snoda per ben 16 battute in corrispondenza del secondo e terzo verso è tutto a note bianche (minime) e termina con l'uscita progressiva delle voci, dal grave verso l'acuto, sulla parola "solo". Segue un bel gioco di rimbalzi in corrispondenza dell'esclamazione "Ohimé", del tutto simile all'analoga esclamazione musicata da Monteverdi nel Quinto Libro di madrigali del 1603. Non a caso Virchi, proprio in questo passaggio, sulla parola "morte" nella voce di Quinto, utilizza le uniche note in color di tutto il Secondo Libro, all'interno di una ligatura, certo per sottolineare ancor meglio, con la raffinatezza dell'espediente tecnico, la drammaticità della situazione.
Non manca, nei rimanenti madrigali di questo Secondo Libro, il gusto per il contrasto timbrico solo-tutti molto diffuso nell'ambiente ferrarese e nemmeno il compiacimento per l'impiego del madrigalismo nel senso più comune del termine, specie su parole come riso, ardea, foco, dardi, mar, stelle, fuggì, girar, mille, gloria...